# Neliopisthus nigricornis
Neliopisthus nigricornis là một loài tò vò trong họ Ichneumonidae.